# 蕭昱
蕭昱（480年代—524年），一名曇，字子真，南兰陵郡兰陵县人，南北朝南梁宗室與官員。父親蕭崇之是梁武帝父親蕭順之的弟弟，故蕭昱是武帝堂弟；有兄長蕭昺、蕭昌、蕭昂。

## 生平
蕭昱自小放縱而不遵守禮節，交友雜亂，又善於屠牛、 賣酒和騎射，他在天監初年除授秘書郎，累遷太子舍人、太子洗馬、中書舍人和中書侍郎，之後每次求試任官位，武帝都給他任職淮南、永嘉或襄陽郡，他也不就任；蕭昱希望到邊界州份當官，武帝認為他輕佻沒有威望，抑制不准許，遷官給事黃門侍郎，於是他上表解職，武帝寫下手詔斥責，於是被罷官，不再朝覲。
普通五年（524年），蕭昱因在家中私自鑄錢，被告發到廷尉，但得到赦免，遷徙到臨海郡。行至上虞，朝廷下敕命令蕭昱回來，同時要求他令受菩薩戒。他回來後變得小心謹慎，履行正道，遵行戒律又精粹純潔，得到武帝嘉獎，任用為招遠將軍、晉陵太守。在任期間獎勵名迹，減免煩苛，申明法紀，嚴懲貪官，優養百姓，月多後郡內教化深入廣遠。不久他突然去世，百姓都不停哭泣，有四百多人在郡庭設祭奠；田間有百餘歲的婦女夏氏，帶著曾孫到郡拜祭，悲傷得不能自已。居民又相繼為他立廟建碑，紀念他的功德，亦向建康求贈諡號，於是朝廷下詔贈官湘州刺史，諡恭子。

## 引用
1. ↑  《梁書·卷二十四·列傳第十八》：“普通五年，（蕭昱）坐於宅內鑄錢，為有司所奏，下廷尉，得免死，徙臨海郡。”
2. ↑  《南史·卷五十一·列傳第四十一》：“會叔父曇下詔獄，勱乃率昆弟群從同詣大理，雖門生故吏，莫能識之。”
3. 1 2  《梁書·卷二十四·列傳第十八》：蕭景字子昭，（梁）高祖從父弟也。父崇之字茂敬，卽左光祿大夫道賜之子。道賜三子：長子尚之，字茂先；次太祖文皇帝；次崇之。昌字子建，景第二弟也。……昂字子明，景第三弟也。……昱字子真，景第四弟也。天監初，除秘書郎，累遷太子舍人，洗馬，中書舍人，中書侍郎。每求自試，高祖以爲淮南、永嘉、襄陽郡，並不就。志願邊州，高祖以其輕脫無威望，抑而不許。遷給事黃門侍郎。……坐免官。因此杜門絕朝覲，國家慶弔不復通。
4. 1 2  《南史·卷五十一·列傳第四十一》：吳平侯景字子昭，梁武帝從父弟也。……昌字子建，景弟也。……昂字子明……昂弟昱字子真，少而狂狷，不拘禮度，異服危冠，交遊冗雜。尤善屠牛，業以為常。於宅內酤酒。好騎射。歷位中書侍郎。每求試邊州，武帝以其輕脫無威望，抑而不許。遷給事黃門侍郎，上表請自解，帝手詔責之，坐免官。因此杜門絕朝覲。
5. ↑  《梁書·卷二十四·列傳第十八》：普通五年，坐於宅內鑄錢，爲有司所奏，下廷尉，得免死，徙臨海郡。行至上虞，有敕追還，且令受菩薩戒。昱旣至，恂恂盡禮，改意蹈道，持戒又精潔，高祖甚嘉之，以爲招遠將軍、晉陵太守。下車勵名迹，除煩苛，明法憲，嚴於姦吏，優養百姓，旬日之間，郡中大化。俄而暴疾卒，百姓行坐號哭，市里爲之喧沸，設祭奠於郡庭者四百餘人。田舍有女人夏氏，年百餘歲，扶曾孫出郡，悲泣不自勝。其惠化所感如此。百姓相率爲立廟建碑，以紀其德。又詣京師求贈諡。詔贈湘州刺史。諡曰恭。
6. ↑  《南史·卷五十一·列傳第四十一》：普通五年，坐於宅內鑄錢，為有司所奏，下廷尉，得免死，徙臨海郡。行至上虞，有敕追還，令受菩薩戒。既至，恂恂盡禮，改意蹈道，持戒又精潔。帝甚嘉之。以為晉陵太守，下車勵名跡，除煩苛，明法憲，嚴於奸吏，旬日之間，郡中大安。俄而暴卒，百姓行號巷哭，市里為之喧沸，設祭奠於郡庭者四百餘人。田舍有婦女夏氏年百餘歲，扶曾孫出郡，悲泣不自勝。其惠化所感如此。百姓相率為立廟建碑，以紀其德，又詣都表求贈諡。詔贈湘州刺史，諡曰恭子。